# エイント・ノー・マウンテン・ハイ・イナフ
「エイント・ノー・マウンテン・ハイ・イナフ」（Ain't No Mountain High Enough）は、アメリカ合衆国の歌手マーヴィン・ゲイとタミー・テレルが1967年に発表した楽曲。作詞・作曲は、後に夫婦デュオアシュフォード&シンプソンとして活動するニコラス・アシュフォードとヴァレリー・シンプソンによる。

## オリジナル・ヴァージョン
ハーヴィー・フークワとジョニー・ブリストル（ゲイとテレルのアルバムのプロデューサー・チーム）からの依頼により提供された楽曲で、当時ダスティ・スプリングフィールドもこの曲の録音を希望していたが、アシュフォードとシンプソンは「モータウンへの入り口となるべき曲」と考えて、スプリングフィールドからの依頼を断った。レコーディングに参加したユリエル・ジョーンズ（ファンク・ブラザーズのドラマー）によれば、リズム・セクション、ホーン・セクション、テレルの歌、ゲイの歌はいずれも別々に録音され、「ラジオのスイッチを入れてこの曲が流れるまで、完成された曲を聴いたことがなかった」と語っている。
アメリカのBillboard Hot 100では19位、『ビルボード』のR&Bシングル・チャートでは3位に達した。ゲイとテレルのヴァージョンは、『グッドナイト・ムーン』（1998年）、『タイタンズを忘れない』（2000年）、『ブエノスアイレス恋愛事情』（2011年）、『恋するパリのランデヴー』（2012年）、『カットバンク』（2014年）、『ガーディアンズ・オブ・ギャラクシー』（2014年）といった映画のサウンドトラックで使用された。

## カヴァー

### ダイアナ・ロスによるカヴァー
ダイアナ・ロスが在籍していたシュープリームスは、テンプテーションズとのコラボレーション・アルバム『ダイアナ・ロス&シュープリームスとテンプテーションズ』（1968年）において、この曲をカヴァーした。そして、ロスは初のソロ・アルバム『エイント・ノー・マウンテン・ハイ・イナフ』（1970年/原題：Diana Ross）で再び本作のカヴァーを発表しており、同年シングル・カットされた。ロスのヴァージョンでは、作者のアシュフォードとシンプソンがプロデューサーも兼任しており、モータウンの社長ベリー・ゴーディは両名のアレンジを気に入らず、シングル曲の候補に考えていなかったという。
ロスのソロ・ヴァージョンは、Billboard Hot 100と『ビルボード』のR&Bシングル・チャートの両方で1位を獲得し、『ビルボード』のアダルト・コンテンポラリー・チャートでは6位を記録した。第13回グラミー賞では最優秀女性コンテンポラリー・ボーカル・パフォーマンス賞にノミネートされた。
2005年のアニメ映画『チキン・リトル』のサウンドトラックでは、ロスのヴァージョンが使用された。

### その他の主なカヴァー
- ヒュー・マセケラ - アルバム『The Promise of a Future』（1968年）に収録[16]。
- ヴァン・マッコイ&ザ・ソウル・シティ・シンフォニー - アルバム『ラヴ・イズ・ジ・アンサー』（1974年）に収録[17]。
- ボーイズ・タウン・ギャング - アルバム『Cruisin' the Streets』（1981年）に、同じくアシュフォード&シンプソン作の楽曲「リメンバー・ミー」とのメドレー「Remember Me / Ain't No Mountain High Enough Suite」として収録[18]。
- ジミー・バーンズ（英語版） - アルバム『Soul Deep』（1991年）に収録[19]。1992年にはシングル・カットされ、オーストラリアのシングル・チャートで最高28位を記録した[20]。
- 1993年の映画『天使にラブ・ソングを2』のエンディング曲として、キャストにより歌われた[21]。オリジナル版とダイアナ・ロスのカバー版を組み合わせたアレンジとなっている。
- モンテル・ジョーダン（英語版）&チャカ・カーン  - 映画『永遠のモータウン』（2002年）において歌唱[22]。
- マイケル・マクドナルド - アルバム『モータウン』（2003年）に収録[23]。マクドナルドのヴァージョンは、第46回グラミー賞において最優秀男性ポップ・ボーカル・パフォーマンス賞にノミネートされた[24]。
- ジミー・ソマーヴィル（英語版） - アルバム『Home Again』（2004年）に収録[25]。
- エディ・マネー - アルバム『Wanna Go Back』（2007年）に収録[26]。
- Little Glee Monster - YouTubeにて一発撮りでのカバーを披露している。（2020年6月）その後、シングル『足跡』に収録。（2020年9月）
- ノーナ・リーヴス&真城めぐみ - アルバム『Discography』（2021年）に収録。
- ザ・ペンフレンドクラブ - アルバム『Back In The Pen Friend Club』（2024年）に収録。